# ベルンリート・アム・シュタルンベルガー・ゼー
ベルンリート・アム・シュタルンベルガー・ゼー (ドイツ語: Bernried am Starnberger See) はドイツ連邦共和国バイエルン州オーバーバイエルン行政管区のヴァイルハイム＝ショーンガウ郡に属す町村（以下、本項では便宜上「町」と既述する）。

## 地理
ベルンリートはオーバーラント地方、シュタルンベルク湖西岸の緩やかな丘陵地域に位置する。

### 自治体の構成
この町は、公式には 7つの地区 (Ort) からなる。このうち小集落や孤立農場などを除く集落は首邑のベルンリートだけである。

## 歴史
オットー・フォン・ファレイとアーデルハイト・フォン・ファレイが1120年にベルンリートに修道院を創設した。ベルンリートは1330年以降、1803年頃に廃止されたベルンリート修道院の閉鎖ホーフマルクの一部となった。バイエルンの行政改革に伴う1818年の市町村令により政治的に独立な現在の自治体が成立した。修道院はルネサンス様式の城館に移された。1949年にトゥッツィングのベネディクト修道会がこれを獲得し、修練院、すなわち現在の学校に転用した。

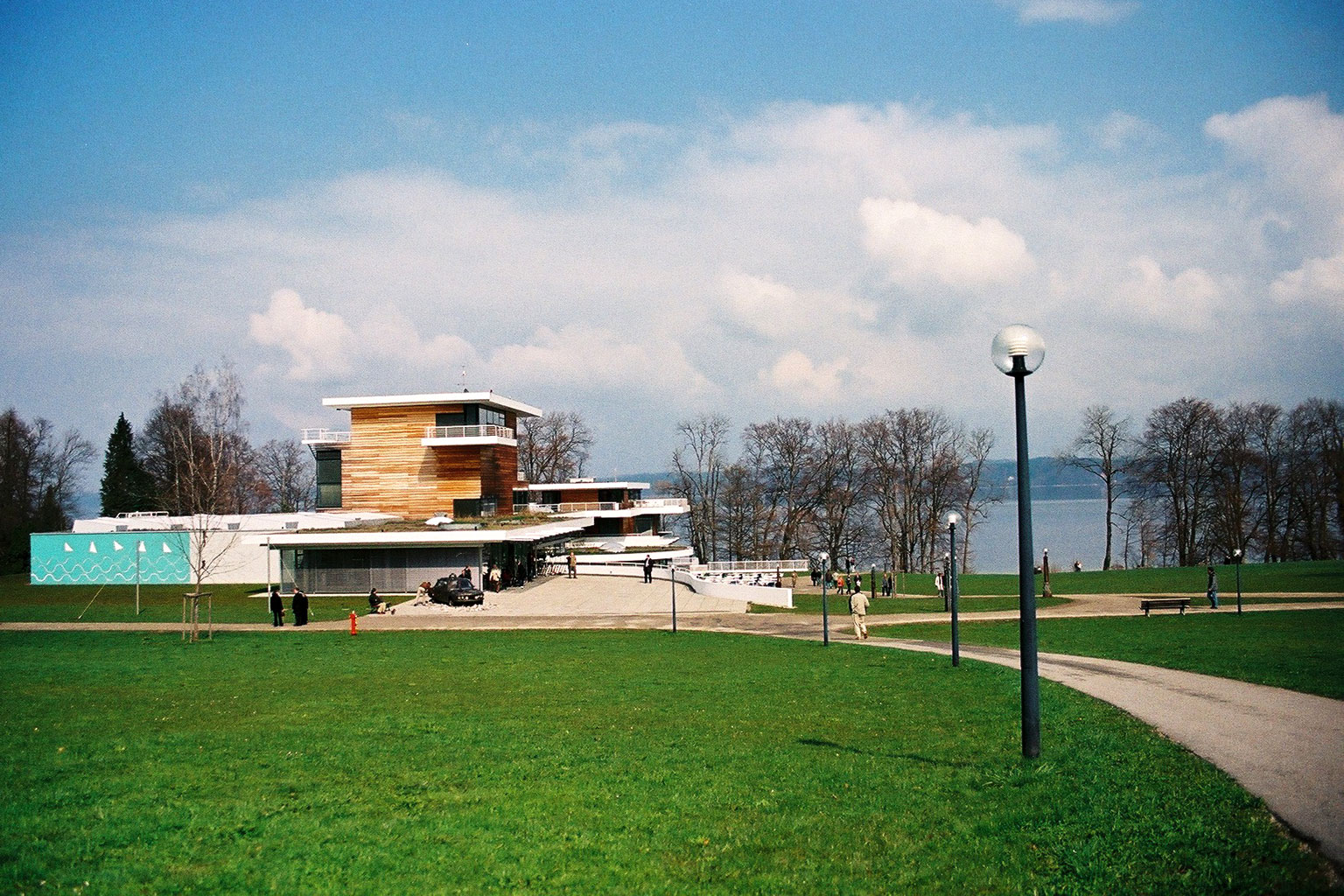
ブーフハイム幻想美術館

ベルンリートは芸術村として芸術家が集まるようになった。1998年にブーフハイム幻想美術館がヘーエンリートの鹿園に創られた。1999年以降、この美術館は世界中のからこの町を訪れる人々の目的地となっている。
2007年1月1日、この町の名前には「アム・シュタルンベルガー・ゼー」がつけられることとなった。

### 人口推移
- 1970年 1,188人
- 1987年 1,630人
- 2000年 2,004人

## 行政
町長は、ゲオルク・マルテラー (Überpart. Freie Wählergr.) である。

### 姉妹都市
- Samoreau（フランス、セーヌ＝エ＝マルヌ県）1991年

## 文化と見所

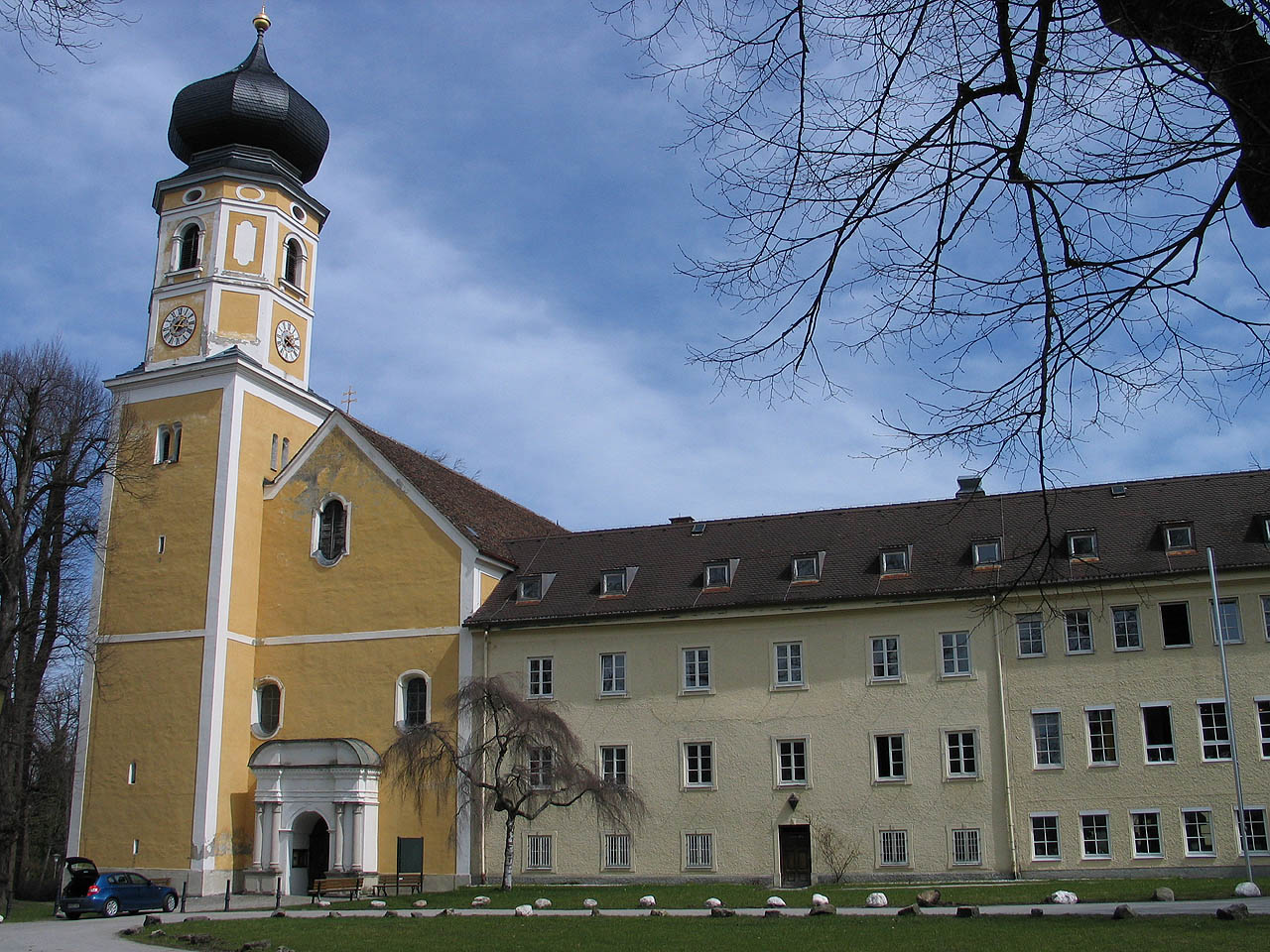
ベルンリート修道院（旧ベルンリート城）

- ベルンリート城（現在は修道院）とベルンリート公園（1855年にカール・エフナーが造営した公園で、大変に古い樹木がある）
- ロータル＝ギュンター・ブーフハイムのコレクションを収蔵した幻想美術館（1999年開館）
- ヘーエンリート城
- ホーフマルク教会
- 聖マルティン教会
- クロスターホーフ（修道院農場）
- ヴィルロイダー邸

## 経済と社会資本

### 教育
- 国民学校 1校

## 引用
1. ↑  https://www.statistikdaten.bayern.de/genesis/online?operation=result&code=12411-003r&leerzeilen=false&language=de Genesis-Online-Datenbank des Bayerischen Landesamtes für Statistik Tabelle 12411-003r Fortschreibung des Bevölkerungsstandes: Gemeinden, Stichtag (Einwohnerzahlen auf Grundlage des Zensus 2011)
2. ↑  Bayerische Landesbibliothek Online
3. ↑  “Wahl des Bürgermeisters - Kommunalwahlen 2020 in der Gemeinde Bernried a.S. - Gesamtergebnis”. 2021年4月8日閲覧。